# Akodon boliviensis
Akodon boliviensis is een zoogdier uit de familie van de Cricetidae. De wetenschappelijke naam van de soort werd voor het eerst geldig gepubliceerd in 1833 door de Pruisische zoöloog Franz Meyen.

## Verspreidingsgebied
De soort wordt aangetroffen in Argentinië, Bolivia en Peru.